# Аббатиса
Аббати́са (лат. abbatissa) — настоятельница женского монастыря (аббатства) в католической церкви. Аббатиса, хотя и наделяется аббатскими знаками отличия (наперсный крест, перстень, посох), но обладает только административной властью над подчинёнными. Впервые термин встречается в 514 году.
В настоящее время в Римско-католической церкви служит около двухсот аббатис. Согласно католическому праву (CIC can. 160—182), выборы аббатисы происходят под председательством епископа или в присутствии его представителя. Аббатисы должны иметь по меньшей мере 40 лет от роду и 10 лет после принесения обета.

## В культуре
В художественной литературе утвердился преимущественно отрицательный образ настоятельницы женского монастыря, основанный на «чёрной легенде» о католиках и католичестве, распространявшейся в эпоху Контрреформации XVII века. Начало этому фактически положено было мыслителями эпохи Просвещения вроде аббата Прево, а в новое и новейшее время проповедовалось сначала писателями-протестантами, а после некоторыми советскими, немецкими и пр. авторами. В соответствии с этими представлениями, аббатисы в исторических и историко-приключенческих произведениях традиционно выводились или как безнравственные ханжи, или как суровые тюремщицы, тиранящие подчинённых им бесправных монахинь. Архивные документы и хроники не подтверждают, но и однозначно не опровергают подобных взглядов. Не вызывает сомнений, что негативный образ женщины-настоятельницы является следствием не объективного исследования писателями церкви как социального явления или описываемой эпохи, а влияния на их творчество определённых гендерных стереотипов.
Примером может послужить историко-приключенческий кинофильм Григория Кроманова «Последняя реликвия» (Таллинфильм, 1969), посвящённый событиям крестьянского восстания в Эстонии в XVI веке, роль настоятельницы монастыря в котором сыграла латвийская актриса Эльза Радзиня.